# La Vielha de Briude
Vièlha Briude o Vèlha Briude (oficialment Vieille-Brioude) és un municipi francès situat al departament de l'Alt Loira i a la regió d'Alvèrnia-Roine-Alps.

## Personatges lligats al municipi
- Pierre de Vielle-Bride, mestre de l'Hospital entre 1240 i 1244.

## Referències

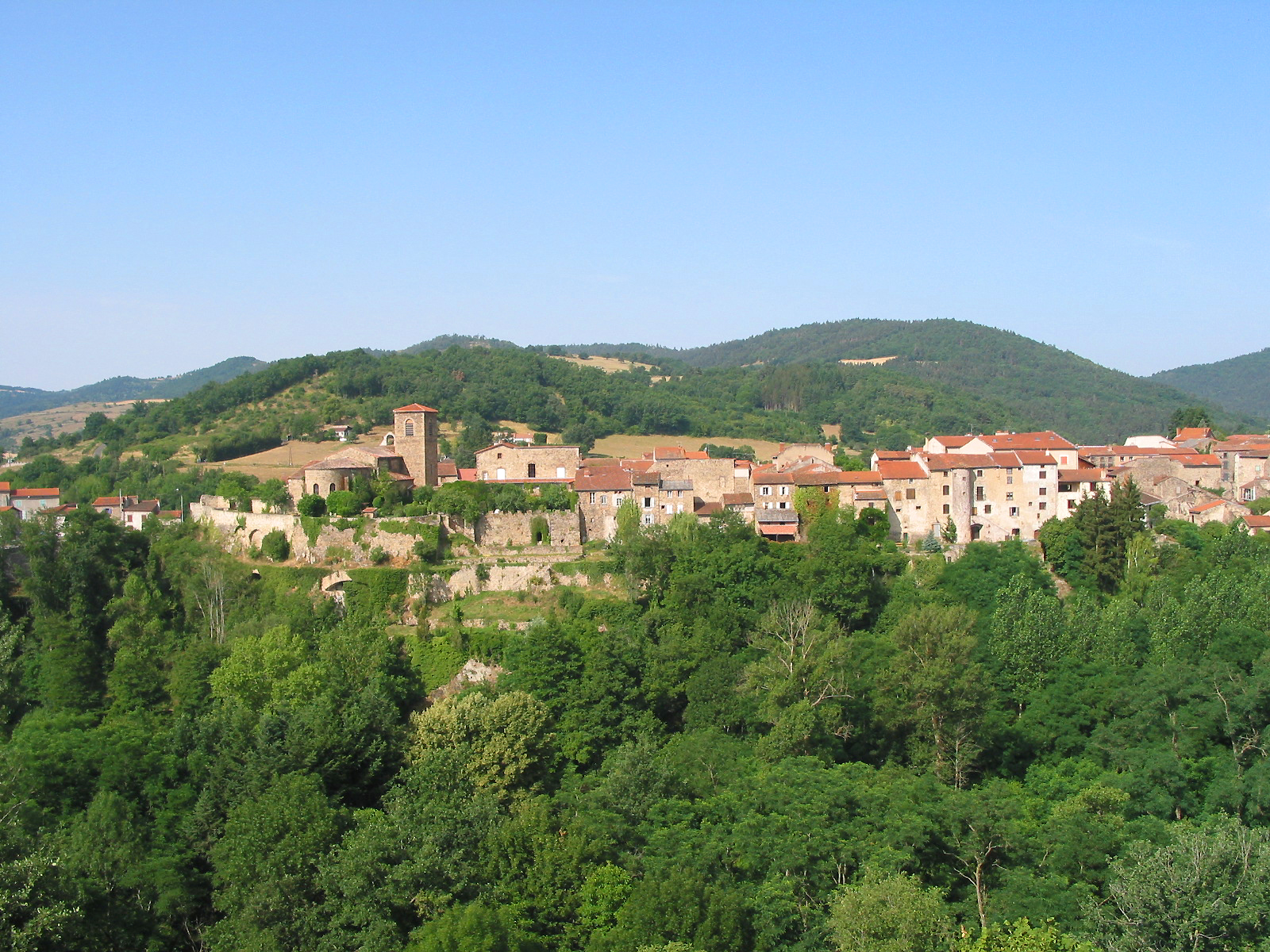
Vista del poble